# Bhakti Kulkarni
Bhakti Kulkarni est une joueuse d'échecs indienne née en 1992.
Au 1er août 2019. elle est la troisième joueuse indienne et la 38e joueuse mondiale avec un classement Elo de 2 429 points.

## Biographie et carrière
Bhakti Kulkarni a remporté le championnat d'Asie d'échecs féminin en 2016. Lors du championnat du monde d'échecs féminin de novembre 2018, elle fut éliminée au premier tour par Natalia Pogonina.
Elle remporte le Championnat d'Inde d'échecs en 2018 et 2019.